# Slättaryd
Slättaryd är en bebyggelse nordväst om Borås i Sandhults socken i Borås kommun. SCB avgränsar här en småort, före 2015 benämnd Varvhult-Slättaryd-Källhult då småorten även omfattade bebyggelse i de två byarna. Från 2015 har bebyggelsen i Varvhult brutits ut och bildar en egen småort. Vid avgränsningen 2020 uppfylldes inte längre kraven för småort och den avregistrerades för denna bebyggelse.
Första gången Källhult finns omnämnt är i jordeboken 1566, kronobygge. Då var stavningen Källalt. Andra stavningar är Kiellhult 1602, Källhult 1815, 1877. Byn kallas ofta Käelt.
Första gången Slättaryd finns är nämnt är i jordeboken 1566, kronobygge. Då var stavningen Slättariidh. Andra stavningar är Sletarö 1602, Slättryd 1805, Slättaryd 1908.